# Aulospongus
Aulospongus is een geslacht van sponsdieren uit de klasse van de Demospongiae (gewone sponzen).

## Soorten
- Aulospongus aurantiacus Aguilar-Camacho & Carballo, 2013
- Aulospongus californianus Aguilar-Camacho & Carballo, 2013
- Aulospongus cerebella (Dickinson, 1945)
- Aulospongus flabellum Pulitzer-Finali, 1993
- Aulospongus gardineri (Dendy, 1922)
- Aulospongus involutus (Kirkpatrick, 1903)
- Aulospongus mandela Cavalcanti, Santos & Pinheiro, 2014
- Aulospongus monticularis (Ridley & Dendy, 1886)
- Aulospongus novaecaledoniensis Hooper, Lehnert & Zea, 1999
- Aulospongus phakelloides Goodbody & Lehnert, 2004
- Aulospongus samariensis Hooper, Lehnert & Zea, 1999
- Aulospongus similiaustralis Hooper, Sutcliffe & Schlacher-Hoenlinger, 2008
- Aulospongus spinosus (Topsent, 1927)
- Aulospongus trirhabdostylus Cavalcanti, Santos & Pinheiro, 2014
- Aulospongus tubulatus (Bowerbank, 1873)
- Aulospongus villosus (Thiele, 1898)